# Benson Mhlongo
Benson Mhlongo (Alexandra, 9 de outubro de 1980) é um futebolista profissional sul-africano, defensor, milita no Orlando Pirates.

## Carreira
Mhlongo representou o elenco da Seleção Sul-Africana de Futebol no Campeonato Africano das Nações de 2008.